# Волоцкой, Николай Михайлович
Никола́й Миха́йлович Волоцкой (1878 — 1930) — грязовецкий уездный предводитель дворянства, член II Государственной думы от Вологодской губернии.

## Биография

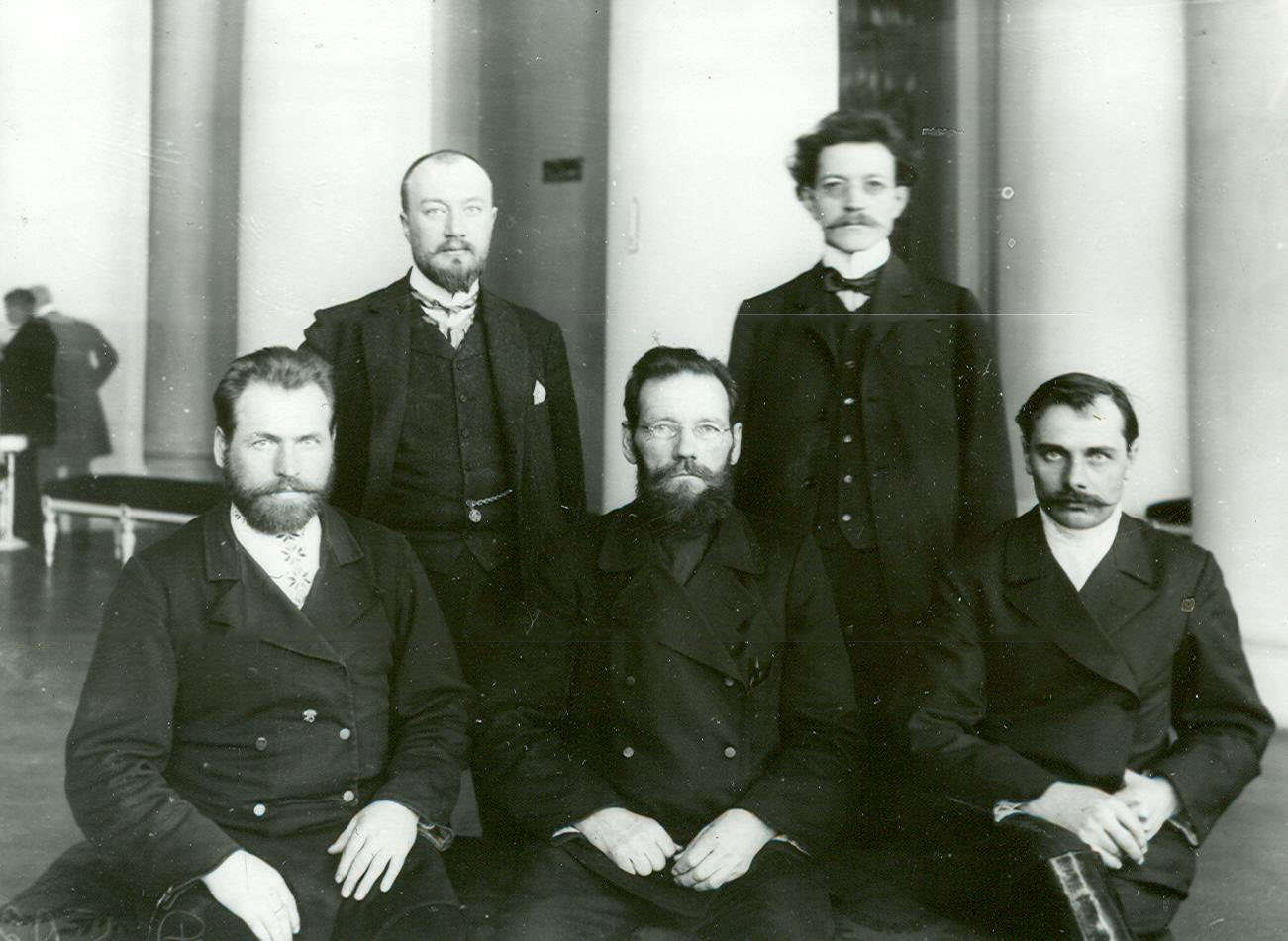
Члены государственной Думы Второго созыва от Вологодской губернии, стоят (слева направо) — кадет Н. М. Волоцкой, трудовик П. Д. Щипин, сидят (слева направо) — крестьяне Н. Н. Малафиевский, Е. И. Шаманин и В. С. Ширяев, разделявшие взгляды трудовиков.

Из потомственных дворян Вологодской губернии. Землевладелец Грязовецкого уезда (800 десятин), домовладелец Санкт-Петербурга.
По окончании Александровского лицея в 1899 году, поступил на службу в Государственную канцелярию. Был уволен от службы за отказ выйти из партии кадетов. Посвятив себя общественной деятельности, избирался гласным Грязовецкого уездного и Вологодского губернского земских собраний, а также Грязовецким уездным предводителем дворянства.
В феврале 1907 года был избран членом II Государственной думы от Вологодской губернии. Входил в конституционно-демократическую фракцию. Состоял членом комиссии по местному управлению и самоуправлению.
Судьба после роспуска II Думы неизвестна.
Жена — Анна Александровна Попова, дочь сенатора Попова, Александра Николаевича, была замужем первым браком за Александром Александровичем Дрентельном.